# استان کامچاتکا
استان کامچاتکا (به روسی: Камча́тская о́бласть) (تلفظ: کامچاتکایا اُبلاست) یک استان روسیه بود که در تاریخ ۱ ژوئیه سال ۲۰۰۷ با ناحیه خودگردان کوریاک در هم ادغام شدند؛ و هم اینک بخشی از یک سرزمین یکپارچه به نام سرزمین کامچاتکا به‌شمار می‌رود.
آب‌وهوای آن سرد و مرطوب است.